# إزميل بارد
الإزميل البارد نوع من الأزاميل عبارة عن أداة مصنوعة من الفولاذ المقسّى تُستخدم في قطع المعادن الباردة، بدون الإضطرار الى تسخين قطع المعدن تلك لتلينها. و تقطع أي مادة أنعم من المادة المصنوعة منها. تُستخدم الأزاميل الباردة لإزالة النفايات المعدنية عندما لا يمكن إنجاز العمل بسهولة باستخدام أدوات أخرى، مثل المناشير أو المقصات المعدنية أو الأدوات الكهربائية.
تأتي الأزاميل الباردة في مجموعة متنوعة من الأحجام، من أدوات النقش الدقيقة التي يتم الضرب عليها بمطارق خفيفة، إلى الأدوات الضخمة التي تعمل بالمطارق ثقيلة.
و هناك أربعة أنواع شائعة من الأزاميل الباردة منها، الإزميل المسطح وهو نوع معروف على نطاق واسع، حيث يستخدم لقطع القضبان الفولاذية لقطع الصفائح المعدنية السميكة جدًا أو التي يصعب قطعها بمقصات القصدير. يتم استخدام إزميل القطع لاحداث اخاديد فتحات في السبيكة المطلوبة .

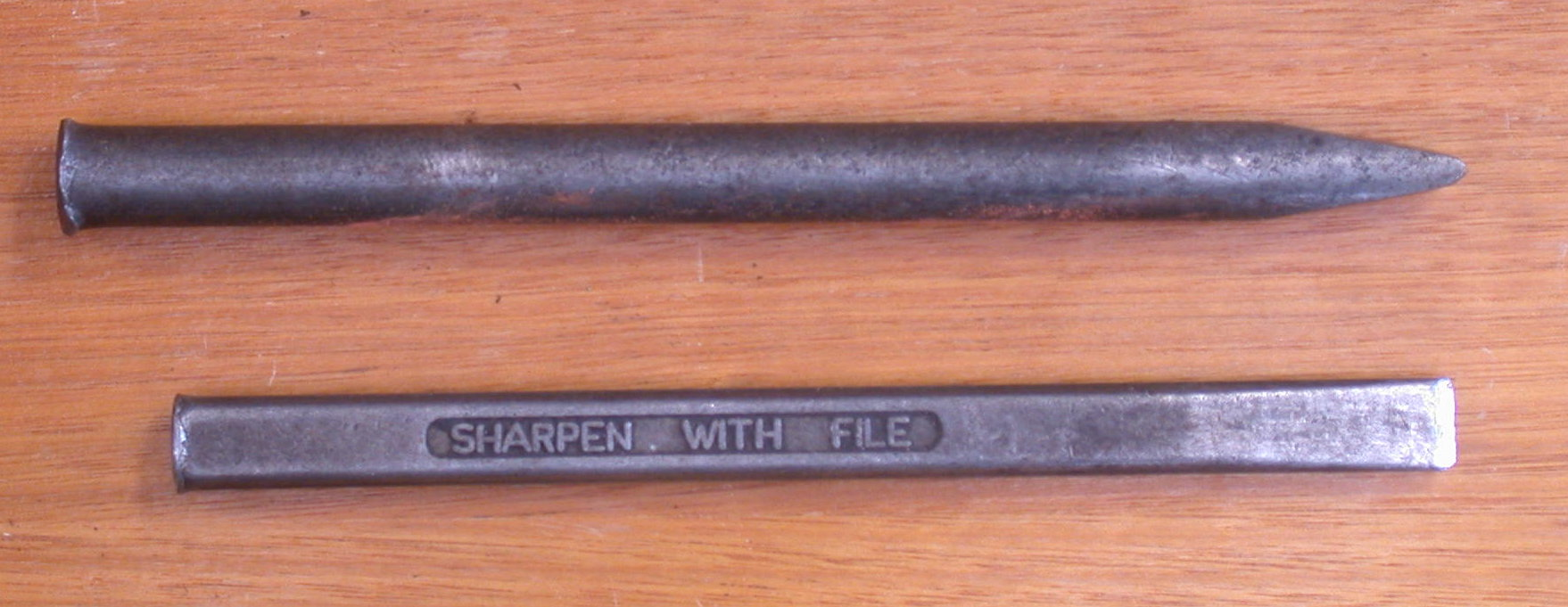
إزميل بارد

على الرغم من أن الغالبية العظمى من الأزاميل الباردة مصنوعة من الفولاذ ، إلا أن القليل منها يتم تصنيعه من نحاس البريليوم ، لاستخدامه في مواقف خاصة تتطلب أدوات لا تسبب بتطاير الشرار .

## استخدامات
نظرًا لأن الإزميل البارد مصنوع من الفولاذ المتصلب ، فهو أصعب من معظم مواد البناء الشائعة الاستخدام. الأزاميل الباردة تأتي في أشكال مختلفة. يُعرف الإزميل الواسع والبارد من الصلب المتصلب بإزميل من الطوب ويمكن استخدامه لقطع الأحجار والخرسانة والطوب. تُعرف أيضًا العديد من الضربات الثقيلة بالمعادن إزميلًا بارزًا ، وغالبًا ما تُستخدم لرقائق الهاون. يستخدمهم ميكانيكي السيارات لكسر الأجزاء العنيدة ، ويستخدمها كذلك عند الحاجة إلى قوة مركزة.